# Etienne Tordoir
Etienne Tordoir is een Belgisch mode-fotograaf.

## Biografie
Na zijn middelbare studies in Charleroi volgt Tordoir Communicatie en media aan de Universiteit van Louvain-la-Neuve. Tussen 1992 en 2001 was hij werkzaam voor La Libre Belgique als journaliste en fotograaf voor de rubriek muziek en mode. Hij werd gevraagd om een portret te maken van de winnaars van de Gouden Spoel voor Le Vif Weekend en raakte zo betrokken in de mode-wereld. In die tijd (1995-2002) was hij ook actief op de radio en werkte mee aan programma's als Rock a Gogo en Toute autre chose onder andere voor Radio 21 en RTBF. Voor meerdere magazines was hij tevens mode-journalist onder andere voor Elle (1998-2002), Marie Claire (1993-2016).
In 2005 richtte hij Catwalkpictures dat onder andere huisfotograaf is voor het Festival International de Mode et de Photographie te Hyères.
Daarnaast zetelde hij in meerdere besturen waaronder MAD Brussels (2012-2016), European Fashion (2012-2018) en is onder-voorzitter van het European Fashion Heritage Association en is hij lid van Europeana Network Association.